# Архипов Андрій Дмитрович
Андрій Дмитрович Архипов (нар. 13 березня 1893, Ялта, Російська імперія — 1 травня 1979, Санта-Барбара, США) — полковник Російської армії, полковник ЗС КОНР.

## Життєпис
Народився в родині рибалки. Закінчив Ялтинську гімназію та вступив до Алексеевського військового училища. 14 жовтня 1914 після закінчення училища по 1-му розряду випущений в чині підпоручика, з призначенням у розпорядження штабу МВО. Відбув у діючу армію 2 січня 1915 і зарахований у 270-й піхотний Гатчинский полк 13 січня 1915 З 11 січня — командир 16-ї роти. Відбув у госпіталь для лікування 17 квітня, по видужанні прикомандирований до 151-му піхотному Пятигорскому полку.
Учасник Першої світової війни, брав участь у бойових діях у Східній Пруссії, Ковенської і Курляндської губерніях. У бою 22 вересня 1915 був контужений і евакуйований на лікування.
У 1918 вступив в Добровольчу армію. Служив у 1-й офіцерською генерала С. Л. Маркова дивізії, командував 3-м піхотним полком. Учасник усіх боїв марковців в 1918—1920 рр. З Криму в листопаді 1920 р евакуювався в Галліполі (Туреччина). Перебував у складі переформованного 1-го Офіцерського стрілецького Генерального штабу генерал-лейтенанта С. Л. Маркова полку. Жив у Парижі. Закінчив Зарубіжні Вищі військово-наукові курси систематичного вивчення військової справи професора генерал-лейтенанта М. М. Головіна. З 1924 р — чин РОВС.
У червні 1941 за посередництва РОВС відправився на Східний фронт. У 1942—1943 командував ротою в добровольчому батальйоні по боротьбі з партизанами, був поранений.
З червня 1943 — у Дабендорфской школі РОА, командир 2-ї роти, пізніше — курсантського батальйону. У листопаді 1944 року призначений командиром 1-го гренадерського полку (1601-го по німецькій нумерації) 1-ї піхотної дивізії ЗС КОНР генерал-майора ЗС КОНР С. К. Буняченко.
У березні 1945 відбув з дивізією на Східний фронт на Одер, в район Фюрстенвальде. 13 квітня брав участь у наступальній операції дивізії на плацдармі «Ерленгоф». 14 квітня на нараді старших офіцерів дивізії висловився за виведення з'єднання з фронту і марш до Чехії для з'єднання з Південною групою генерал-майора ЗС КОНР Ф. І. Трухіна. 15 квітня виступив разом з полком у складі дивізії в Чехію. З усіх командирів полків А. був єдиним, хто висловився проти участі дивізії у Празькому повстанні 5-8 травня, однак, підкоряючись наказу, на світанку 7 травня атакував центр Праги.
Під час боїв у Празі командував полком в районах південної та середньої частин міста, захопив кілька тисяч полонених і бойову техніку Празького гарнізону Вермахту. Після відступу дивізії з Праги на Пльзень, 10-11 травня полк дислокувався в районі села Лнарже між бойовими порядками 90-ї піхотної дивізії 12-го американського корпусу та 162-ї танкової бригади 25-го радянського танкового корпусу. Видачі радянським властям уникнув.
Після війни переїхав до США, займався публіцистикою, друкувався в журналі «Вартовий», газеті «Новое русское слово» та інших виданнях Російського Зарубіжжя. Активний член КОВ, учасник 4-го з'їзду Всеросійської еміграції в Нью-Йорку 22-23 травня 1954 Брав участь у діяльності Всеросійського Комітету Визволення.

## Нагороди
- орден св. Анни 4-го ступеню (23.09.1915)